# Colle del Sole
Colle del Sole, tidigare Tavernelle, är en frazione i kommunen Roma Capitale inom storstadsregionen Rom i regionen Lazio i Italien. Colle del Sole är beläget i zonen Borghesiana i Municipio Roma VI.
Colle del Sole är beläget vid Via Prenestina mellan frazioni Prato Fiorito och Rocca Cencia. En av sevärdheterna är kyrkan Santa Maria dell'Oriente.

## Kommunikationer
Busslinje
- 501

### Webbkällor
- ”Municipio Roma VI” (på italienska). Comune di Roma. Arkiverad från originalet den 25 januari 2020. http://archive.md/FCWjj. Läst 25 januari 2020.